# Kiszenie

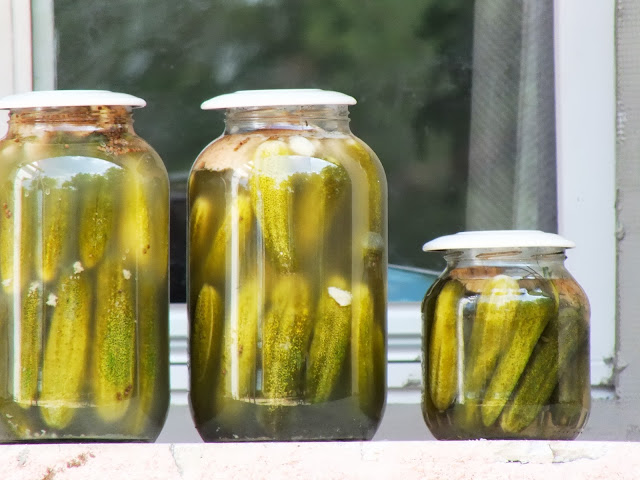
Kiszenie ogórków w słoikach

Kiszenie, kwaszenie – sposób konserwacji żywności przeznaczonej do spożycia (np. ogórek kiszony, kapusta kiszona) lub na paszę (kiszonki), opierający się na procesie fermentacji mlekowej przeprowadzanym przez bakterie mlekowe. 
W wyniku tego procesu cukry proste zawarte w komórkach roślinnych rozkładają się na kwas mlekowy (1–1,8%), hamując m.in. procesy gnicia (przez zahamowanie rozwoju bakterii gnilnych nieodpornych na zakwaszenie środowiska do pH poniżej 5). Prawidłowy przebieg kiszenia zależy od zawartości w surowcu cukrów (1–1,5%) i wody (ok. 70%), utrzymania w temperaturze 15–20 °C w początkowych dniach fermentacji, usunięcia powietrza (bakterie przeprowadzające proces są beztlenowe) np. przez ubicie (kapusta) lub zalanie solanką. Na skalę przemysłową kiszenie przeprowadza się w dużych kadziach lub betonowych silosach.
Produkty kiszone stanowią bardzo cenne pożywienie dietetyczne, bogate w witaminy C (w 100 g kiszonej kapusty – 25 do 30 mg).